# Lilaspindling
Lilaspindling (Cortinarius evernius) är en svampart som först beskrevs av Elias Fries, och fick sitt nu gällande namn av Elias Fries 1838. Lilaspindling ingår i släktet Cortinarius och familjen spindlingar. Inga underarter finns listade i Catalogue of Life.

## Beskrivning
Hatten är kupig, ofta med en tillplattad topp, och mellan 3 och 10 cm i diameter. Färgen är rödbrun till purpurbrun på ovansidan, ljusnande till blekbrun när den är torr, medan lamellerna är purpurbruna med rödbruna sporer. Foten är 5 till 15 cm hög, och 0,5 till 1,5 cm i diameter, samt avsmalnande mot basen. På unga exemplar är den helt lila, senare börjar den vitna på den övre delen. Vita rester från den slöja svampen har som mycket ung kan ses på hattkanten och foten.

## Ekologi
Lilaspindlingen växter i barrskog (ofta gran) och mera sällan fjällbjörkskog, gärna på fuktig mark med lågt pH. Den uppträder mellan augusti till oktober, i barrskog gärna bland vitmossa.

## Utbredning
Arten förekommer dels i Europa från norra Norden till norra Sydeuropa, och från Brittiska öarna österut till europeiska Ryssland och mera fragmenterat in i Asien, dels i Nordamerika längs Kanadas och USAs västa och östra kuststater.
I Sverige, där arten är klassificerad som livskraftig (LC), uppträder den i hela landet med undantag för Öland och Gotland. I Finland, där arten har samma klassificering som livskraftig, förekommer den också i hela landet.